# 101 Геркулеса
101 Геркулеса (лат. 101 Herculis, HD 166230) — одиночная звезда в созвездии Геркулеса на расстоянии приблизительно 300 световых лет (около 91,9 парсек) от Солнца. Видимая звёздная величина звезды — +5,104m.

## Характеристики
101 Геркулеса — белая звезда спектрального класса A3, или A6V, или A7V, или A8III. Масса — около 2,662 солнечных, радиус — около 4,177 солнечных, светимость — около 63,216 солнечных. Эффективная температура — около 7986 K.

## Планетная система
В 2019 году учёными, анализирующими данные проектов HIPPARCOS и Gaia, у звезды обнаружена планета.